# رضا العمراني
 رضا العمراني (19 ماي 1988 بالدار البيضاء) لاعب كرة مضرب مغربي.

## روابط خارجية
- Playing Activity
- رضا العمراني على موقع رابطة محترفي التنس (الإنجليزية)
- رضا العمراني على موقع الاتحاد الدولي لكرة المضرب (الإنجليزية)
- رضا العمراني على موقع كأس ديفيز (الإنجليزية)
- رضا العمراني على موقع خلاصة التنس.كوم (الإنجليزية)
- رضا العمراني على موقع إي إس بي إن.كوم (الإنجليزية)